# Rạch Xóm Củi – Gò Nổi
Rạch Xóm Củi – Gò Nổi, còn được gọi là rạch Hiệp Ân, là một con rạch nối kênh Đôi với rạch Bà Lào tại Thành phố Hồ Chí Minh.
Rạch Xóm Củi – Gò Nổi có chiều dài 7,1 km, chảy qua Quận 8 và các huyện Bình Chánh, Nhà Bè.
Các cây cầu bắc qua: cầu Hiệp Ân, cầu Tạ Quang Bửu, cầu Xóm Củi.